# Champs-sur-Marne
Champs-sur-Marne è un comune francese di 24 483 abitanti situato nel dipartimento di Senna e Marna nella regione dell'Île-de-France.
Fa parte della città nuova di Marne-la-Vallée.

## Monumenti
Il monumento più importante della città è il Castello di Champs-sur-Marne, costruito all'inizio del XVIII secolo in base ai gusti architettonici in voga durante il regno di Luigi XIV, contiene ancora oggi un'eccezionale collezione di mobilia e dipinti dell'epoca. Il parco che lo circonda è ritenuto uno tra i più belli di Francia, combinando armoniosamente sia lo stile tipico francese che quello dei giardini all'inglese.

## Luoghi d'interesse
Nel 1983, su decisione governativa, si iniziò la costruzione di un nuovo quartiere, la Cité Descartes, nell'area a sud-ovest del comune di Champs sur Marne. Oggi questo quartiere è uno tra i più vasti poli scolastici e di ricerca della regione parigina. Qui si trova infatti la sede della nuova Università Gustave Eiffel, con i suoi numerosi alloggi per gli studenti.

## Infrastrutture e trasporti
Champs sur Marne è collegato alla città di Parigi tramite il servizio metropolitano extraurbano RER. La stazione di Noisy-Champs, sulla linea A in direzione di Marne-la-Vallée - Chessy, si trova nella Cité Descartes ed è collegata al centro cittadino tramite un efficiente servizio di autobus.

## Istruzione
- École des Ponts ParisTech

## Società

### Evoluzione demografica
Abitanti censiti